# Орлов Юрій Федорович
Юрій Федорович Орлов (13 серпня 1924, Москва, СРСР — 27 вересня 2020) — професор в Корнельському університеті, фізик, автор сотень наукових публікацій, учасник дисидентського руху, емігрант з СРСР.

## Біографія
З 1941 року працював токарем на заводі. Служив в армії, закінчив військове училище, учасник німецько-радянської війни (на 1-му Українському фронті). З 1946 року - в запасі. Працював грубником на фабриці в Москві, екстерном закінчив середню школу.
З 1947 по 1951 рік навчався на фізико-технічному факультеті МДУ (з 1951 року - МФТІ), отримав диплом фізфаку МДУ в 1952 році.
У 1953 році став співробітником теплотехнічної лабораторії (ТТЛ) Академії наук СРСР. У той час ТТЛ була однією з надсекретних лабораторій «Атомного проекту СРСР» (у 1958 році ТТЛ перейменована в Інститут теоретичної та експериментальної фізики (ІТЕФ)).
У 1956 році на партійних зборах, присвяченому обговоренню доповіді Хрущова на XX з'їзді КПРС, виступив із заявою, в якій назвав Й. Сталіна і Л. Берію «убивцями, які стояли при владі» і висунув вимогу «демократії на основі соціалізму». Невдовзі був виключений з комуністичної партії за соціал-демократизм, позбавлений допуску до роботи з секретними документами і звільнений з інституту. Директор Фізичного інституту Академії наук Вірменської РСР А. Аліханьян прийняв Ю. Орлова на роботу, і наступні 16 років він жив і працював в Єревані. З 1956 року став співробітником Єреванського Фізичного інституту Академії наук Вірменської РСР.

## Наукова діяльність
Ю. Ф. Орлов розробив теорію стійкості пучків в електронному кільцевому прискорювачі і вніс значний внесок (спільно з А. П. Рудиком) в проектування жорсткофокусуючих прискорювачів протонів в ІТЕФ.
Доктор фізико-математичних наук (1963). Член-кореспондент Академії наук Вірменської РСР (1968). Старший науковий співробітник Інституту земного магнетизму, іоносфери і розповсюдження радіохвиль Академії наук СРСР (з 1972 року).
Професор Корнельського університету (з 1986 року).

## Дисиденство
В 1968 році Юрій Орлов став одним з перших радянських вчених, які відкрито виступили на захист Андрія Дмитровича Сахарова.
Автор самвидаву, статті: «Про причини інтелектуального відставання СРСР» (1973), «Чи можливий соціалізм не тоталітарного типу?» (1975); автобіографічний роман «Небезпечні думки».
Член радянської групи «Міжнародної амністії» (з 1973 року). Засновник і перший керівник Московської Гельсінкської групи (МГГ, з 1976 року).
17 грудня 1976 спільно з іншими правозахисниками Орлов пише відкритого листа на захист В. Буковського від наклепу на сторінках «Літературної газети».
Політв'язень, в період 1977-1984, 1984-1986 - на засланні. Позбавлений звання члена-кореспондента (1979).
У липні 1983 року австрійський канцлер Бруно Крайський клопотав про звільнення Орлова, але це клопотання було залишено без відповіді.

## Еміграція
У 1986 році Орлов був позбавлений радянського громадянства і висланий з СРСР в обмін на заарештованого в США радянського шпигуна Геннадія Захарова, працювавшого під «прикриттям» посади співробітника представництва СРСР в ООН.

## Нагороди
Почесний голова Міжнародної Гельсінкської федерації з прав людини (з 1986 року). Член Американської академії мистецтв і наук.
У 1995 році Американське фізичне товариство нагородило Орлова медаллю Ніколсона за гуманітарну діяльність.
У 2006 році став першим нагородженим премією Андрія Сахарова, заснованою Американським фізичним товариством за заслуги вчених в питаннях захисту прав людини.
Орлов - один з героїв документального фільму «Вони вибирали свободу» (RTVi, 2005) [10].